# Petter Wastå
Jon Petter Wastå, född 2 februari 1976, är en svensk före detta fotbollsspelare (målvakt), mest känd som förstemålvakt i det Kalmar FF som 2008 blev svenska mästare. Wastå kom till Kalmar FF från Östers IF inför säsongen 1994 och var sedan föreningen trogen under resten av sin karriär. 2016 invaldes Wastå i KFF:s Wall of Fame

## Karriär
Wastå debuterade i Kalmars A-lag 1995. Han var nära att lägga av i mitten av 1990-talet, men efter att ha erövrat förstaplatsen i Kalmar FF:s mål på allvar en bit in i säsongen 1996 var han en stabil och pålitlig målvakt för KFF under många år framöver. 1996 gjorde han även sin enda match i U-21 landslaget. Wastås pålitlighet kan exemplifieras med att han t.ex. är den spelare som spelat flest superettanmatcher genom tiderna i KFF. I 89 av de 90 matcherna som KFF spelat i Superettan har Wastå startat.  Den 9e maj 2005 i en 0-0-match mot IFK Göteborg, höll Wastå sin sjätte allsvenska nolla i rad. Det bidrog till att han 2005 utsågs till Smålands bästa fotbollsspelare det året.  Åren 2007–2009 blev de mest framgångsrika i karriären, med tre titlar på lika många år. Men efter ett par mindre lyckade insatser i Allsvenskan säsongen 2010 ersattes Wastå av den betydligt yngre Etrit Berisha som förstemålvakt. Detta var första gången Wastå petades sedan han erövrat positionen som förstemålvakt i Kalmar 1996.  Säsongen 2011 fick Wastå, sedan Etrit Berisha skadats, åter stå ett antal matcher i Allsvenskan under hösten. Säsongen 2012 blev Wastås sista i elitkarriären. Wastå har gjort 235 allsvenska matcher för Kalmar FF, vilket är femte flest i föreningens historia.

## Spelstil
Wastås styrkor var när- och linjespelet, mycket tack vare sina fina reflexer.

## Meriter

### I klubblag
Kalmar FF
- Svensk mästare 2008
- Svenska Cupen 2007
- Svenska Supercupen 2009

### Individuellt
- Smålands bästa fotbollsspelare 2005[6]

## Karriärstatistik
| Klubb                                                | Säsong            | Inhemsk liga              | Inhemsk liga | Inhemsk liga | Nat. täv. | Nat. täv. | Internat. täv. | Internat. täv. | Totalt | Totalt |
| Klubb                                                | Säsong            | Serie                     | SM           | Mål          | SM        | Mål       | SM             | Mål            | SM     | Mål    |
| ---------------------------------------------------- | ----------------- | ------------------------- | ------------ | ------------ | --------- | --------- | -------------- | -------------- | ------ | ------ |
| Kalmar FF                                            | 1995              | Division 1 Södra          | 15           | 0            | 0         | 0         | 0              | 0              | 15     | 0      |
| Kalmar FF                                            | 1996              | Division 1 Södra          | 21           | 0            | 0         | 0         | 0              | 0              | 21     | 0      |
| Kalmar FF                                            | 1997              | Division 2 Östra Götaland | 22           | 0            | 0         | 0         | 0              | 0              | 22     | 0      |
| Kalmar FF                                            | 1998              | Division 1 Södra          | 26           | 0            | 0         | 0         | 0              | 0              | 26     | 0      |
| Kalmar FF                                            | 1999              | Allsvenskan               | 26           | 0            | 0         | 0         | 0              | 0              | 26     | 0      |
| Kalmar FF                                            | 2000              | Superettan                | 30           | 0            | 0         | 0         | 0              | 0              | 30     | 0      |
| Kalmar FF                                            | 2001              | Superettan                | 30           | 0            | 0         | 0         | 0              | 0              | 30     | 0      |
| Kalmar FF                                            | 2002              | Allsvenskan               | 26           | 0            | 0         | 0         | 0              | 0              | 26     | 0      |
| Kalmar FF                                            | 2003              | Superettan                | 29           | 0            | 0         | 0         | 0              | 0              | 29     | 0      |
| Kalmar FF                                            | 2004              | Allsvenskan               | 26           | 0            | 0         | 0         | 0              | 0              | 26     | 0      |
| Kalmar FF                                            | 2005              | Allsvenskan               | 26           | 0            | 0         | 0         | 0              | 0              | 26     | 0      |
| Kalmar FF                                            | 2006              | Allsvenskan               | 26           | 0            | 0         | 0         | 0              | 0              | 26     | 0      |
| Kalmar FF                                            | 2007              | Allsvenskan               | 25           | 0            | 0         | 0         | 0              | 0              | 25     | 0      |
| Kalmar FF                                            | 2008              | Allsvenskan               | 29           | 0            | 0         | 0         | 0              | 0              | 29     | 0      |
| Kalmar FF                                            | 2009              | Allsvenskan               | 30           | 0            | 0         | 0         | 0              | 0              | 30     | 0      |
| Kalmar FF                                            | 2010              | Allsvenskan               | 15           | 0            | 0         | 0         | 0              | 0              | 15     | 0      |
| Kalmar FF                                            | 2011              | Allsvenskan               | 6            | 0            | 0         | 0         | 0              | 0              | 6      | 0      |
| Kalmar FF                                            | Totalt i klubblag | Totalt i klubblag         | 408          | 0            | 0         | 0         | 0              | 0              | 408    | 0      |
| Antal matcher och mål är korrekt per den 11 maj 2020 |                   |                           |              |              |           |           |                |                |        |        |

### Webbsidor
- Petter Wastå på Svenska Fotbollförbundets webbplats

Kalmar FF:s officiella webbplats